# Beau Molenaar
Beau Molenaar (Alkmaar, 10 maart 1985) is een Nederlandse voormalig voetballer die als keeper speelde.

## Loopbaan
In 2005 tekende Molenaar een contract bij AZ maar speelde op huurbasis voor FC Omniworld. In zijn eerste seizoen keepte hij 38 wedstrijden voor de nieuwe profclub uit Almere. Na zijn tweede seizoen en het aflopen van zijn contract bij AZ tekende Molenaar een contract voor één jaar bij Apollon Limassol uit Cyprus. Wegens betalingsachterstanden verliet hij deze club reeds na een half jaar.
Molenaar vertrok naar Noorwegen en speelde achtereenvolgens bij Notodden FK, FK Haugesund, Skeid Oslo en weer FK Haugesund. Sinds begin 2011 speelde hij voor Åkra IL. Vanaf medio 2012 ging hij voor AFC aan de slag. In 2013 stopte hij als doelman en ging hij als veldspeler in een vriendenteam bij Alcmaria Victrix spelen. Molenaar kwam eenmaal uit voor het Nederlands olympisch voetbalelftal. In een vriendschappelijke wedstrijd in 2006 tegen Zwitserland (1-1) speelde hij de tweede helft als vervanger van Job Bulters.

## Erelijst
FK Haugesund
- 1. divisjon

2009